# Sanclerlândia
Sanclerlândia is een gemeente in de Braziliaanse deelstaat Goiás. De gemeente telt 7.936 inwoners (schatting 2009).